# Las amargas lágrimas de Petra von Kant
Las amargas lágrimas de Petra von Kant (en alemán: Die Bitteren Tränen der Petra von Kant) es una película alemana, escrita y dirigida por Rainer Werner Fassbinder y estrenada el año 1972, basada en su obra de teatro del mismo nombre.
Con un elenco exclusivamente femenino, la película se desarrolla íntegramente en la casa de la diseñadora de moda Petra von Kant (Margit Carstensen), siguiendo la dinámica cambiante en sus relaciones con otras mujeres. La película se presentó al 22º Festival Internacional de Cine de Berlín. Muchos la consideran la obra maestra de Fassbinder y un clásico del nuevo cine alemán.
Junto con Martha, Nora Helmer y Effi Briest, Las amargas lágrimas de Petra von Kant forma una especie de tetralogía de la liberación de la mujer en negativo, al mostrar tal liberación como un simple intercambio de los papeles de poder y no desde la perspectiva de la abolición de las relaciones de autoridad entre los miembros de una pareja.

## Argumento
Petra von Kant es una destacada diseñadora de moda afincada en Bremen. La película se centra casi exclusivamente en el dormitorio de su apartamento, decorado con una enorme reproducción de Midas ante Baco de Nicolas Poussin.
Los matrimonios de Petra han acabado en muerte o divorcio. Su primer marido, Pierre, su gran amor, murió en un accidente de coche mientras ella estaba embarazada; su segundo matrimonio acabó en un disgusto. Petra vive con Marlene, otra diseñadora, a la que trata como a una esclava.

## Reparto
- Margit Carstensen (Petra von Kant)

- Hanna Schygulla (Karin Thimm)
- Katrin Schaake (Sidonie von Grasenabb)

- Eva Mattes (Gabriele von Kant)

- Gisela Fackeldey (Valerie von Kant)

- Irm Hermann (Marlene)

## Temas
La soledad, el amor y la codependencia son temas clave que se exploran en Las amargas lágrimas de Petra von Kant. El entorno solitario del dormitorio de Petra maximiza la tensión dramática al tiempo que refleja su encierro. Los objetos de la habitación de Petra y la posición de la cámara en relación con la reproducción de Midas ante Baco se manipulan para reflejar y comentar la acción.

## Premios
Festival Internacional de Cine de Berlín - 1972
| Categoría      | Nominada       | Resultado |
| -------------- | -------------- | --------- |
| Mejor Película | Mejor Película | Nominada  |

German Film Awards - 1973
| Categoría                                            | Nominada          | Resultado |
| ---------------------------------------------------- | ----------------- | --------- |
| Premio Mejor actriz secundaria                       | Eva Mattes        | Ganadora  |
| Premio Mejor Actriz                                  | Margit Carstensen | Ganadora  |
| Premio Mejor fotografía                              | Michael Ballhaus  | Ganador   |
| Premio Mejor interpretación de una actriz de reparto | Irm Hermann       | Nominada  |

## Festivales
- Festival del film Locarno, 1973 | Selección Oficial
- Festival Internacional de Cine de Róterdam, 1973 | Selección Oficial
- The New York Film Festival, 1972 | Selección Oficial
- Chicago International Film Festival, 1973 | Selección Oficial
- Festival Internacional de Cine de Melbourne, 1973 | Selección Oficial
- Thessaloniki Film Festival, 2014 | Selección Oficial
- Reykjavik International Film Festival, 2007 | Selección Oficial
- Frameline: San Francisco International LGBTQ Film Festival, 2022 | Selección Oficial
- International Filmfestival Mannheim-Heidelberg, 2022 | Selección Oficial
- Haifa International Film Festival, 2022 | Selección Oficial